# Музей кимберлитов имени Д. И. Саврасова
Музе́й кимберли́тов и́мени Д. И. Савра́сова — музей кимберлитов в городе Мирном. Является визитной карточкой Мирного; как единственный в мире музей кимберлитов даёт посетителям возможность узнать, из чего извлекают алмазы и как образуются кимберлиты.

## История
История музея кимберлитов АК «АЛРОСА» начиналась в 70-х годах XX века. Всё началось с коллекции кимберлитов и наиболее интересных образцов горных пород и минералов Западной Якутии, представленных инженером-геофизиком, специалистом по палеомагнетизму горных пород, собирателем камней Джемсом Ильичом Саврасовым (1931—2008).
Позднее организацией музея, оформлением, пополнением экспозиции занимались Е. А. Косицын, Е. Е. Потапов, Д. В. Блажкун и другие ведущие геологи Ботуобинской экспедиции при поддержке начальника экспедиции В. Н. Щукина. Музейная экспозиция в то время насчитывала несколько сотен образцов и была представлена, в основном, разновидностями кимберлитов Мирнинского кимберлитового поля и наиболее характерными образцами горных пород Западной Якутии.
Первоначально коллекция предназначалась для ознакомления молодых специалистов геологов, геофизиков и студентов-практикантов с горными породами алмазной провинции.
Музей вёл также просветительско-воспитательную работу: школьники под руководством геолога Е. А. Косицына каждое лето участвовали в многодневных геологических походах, знакомились с таёжным бытом геологов, собирали каменный материал, познавая геологию и природные богатства Западной Якутии.
80-90 годы стали знаменательным периодом в развитии музея. По мере отработки карьеров пришло осознание того, что кимберлиты различных блоков разрабатываемых трубок будут полностью уничтожены и могут быть сохранены только в коллекции музея. Так, с одобрения главного геолога ПНО «Якуталмаз» А. И. Боткунова, начал создаваться музей кимберлитов всей Якутской алмазоносной провинции. В коллекции были собраны образцы кимберлитовых пород из отработанных и разведанных блоков главных месторождений алмазов, в ней представлены также кимберлиты из многих слабо- и неалмазоносных трубчатых и жильных тел Якутии.
В начале 90-х годов в результате объединения Мирнинской и Ботуобинской экспедиций произошло слияние и их музейных экспозиций. Был создан единый музей кимберлитов Якутии. Перед музеем ставилась задача не только сбора каменного материала с отрабатываемых месторождений алмазов для наглядного показа строения Сибирской алмазоносной провинции. Музей должен был стать одним из атрибутов города Мирного как столицы алмазного края.
В дальнейшем музей формируется под руководством Д. И. Саврасова. Под него выделяется отдельный дом на базе Мархинской партии Мирнинской геологоразведочной экспедиции. В связи с последующим вхождением экспедиции в АК «АЛРОСА», по инициативе президента АК «АЛРОСА» В. А. Штырова, в 2001 году под музей выделяется второй этаж в здании городской администрации (ул. Ленина, д. 16), с общей площадью более 800 м2, туда перемещаются все выставочные коллекции кимберлитов.
30 марта 2009 года Музею кимберлитов было присвоено имя Саврасова Джемса Ильича с целю увековечивания памяти о его личном и трудовом вкладе в становление и развитие алмазной геологии. На дом № 16 по улице Ленина была установлена мемориальная доска Саврасову Д. И.
В 2021 году истёк срок аренды площади, отведённой под музей.. Сегодня большая часть образцов Музея кимберлитов находится на фондовом хранении. Часть коллекции представлена в Историко-производственном музее в здании Дома культуры «Алмаз». В Мирном планируют открыть новый, единый музей АК «АЛРОСА». Он объединит экспозиции Музея кимберлитов и Историко-производственного музея.

## Экспозиция
Основные темы экспозиции:
- минералы-спутники алмазов;
- кимберлиты, включения в кимберлитах;
- вмещающие осадочные и изверженные породы;
- палеонтологические материалы.

Музей, кроме кимберлитовых пород и минералов из месторождений Якутии, располагает небольшими коллекциями кимберлитов Архангельской области, Карелии, Канады, Финляндии, Южной и Западной Африки. Есть ударно-метеоритные алмазоносные образования Попигайского метеоритного кратера (импактиты), коллекция лампроитов Австралии. Общее число единиц хранения около 20 000 образцов.

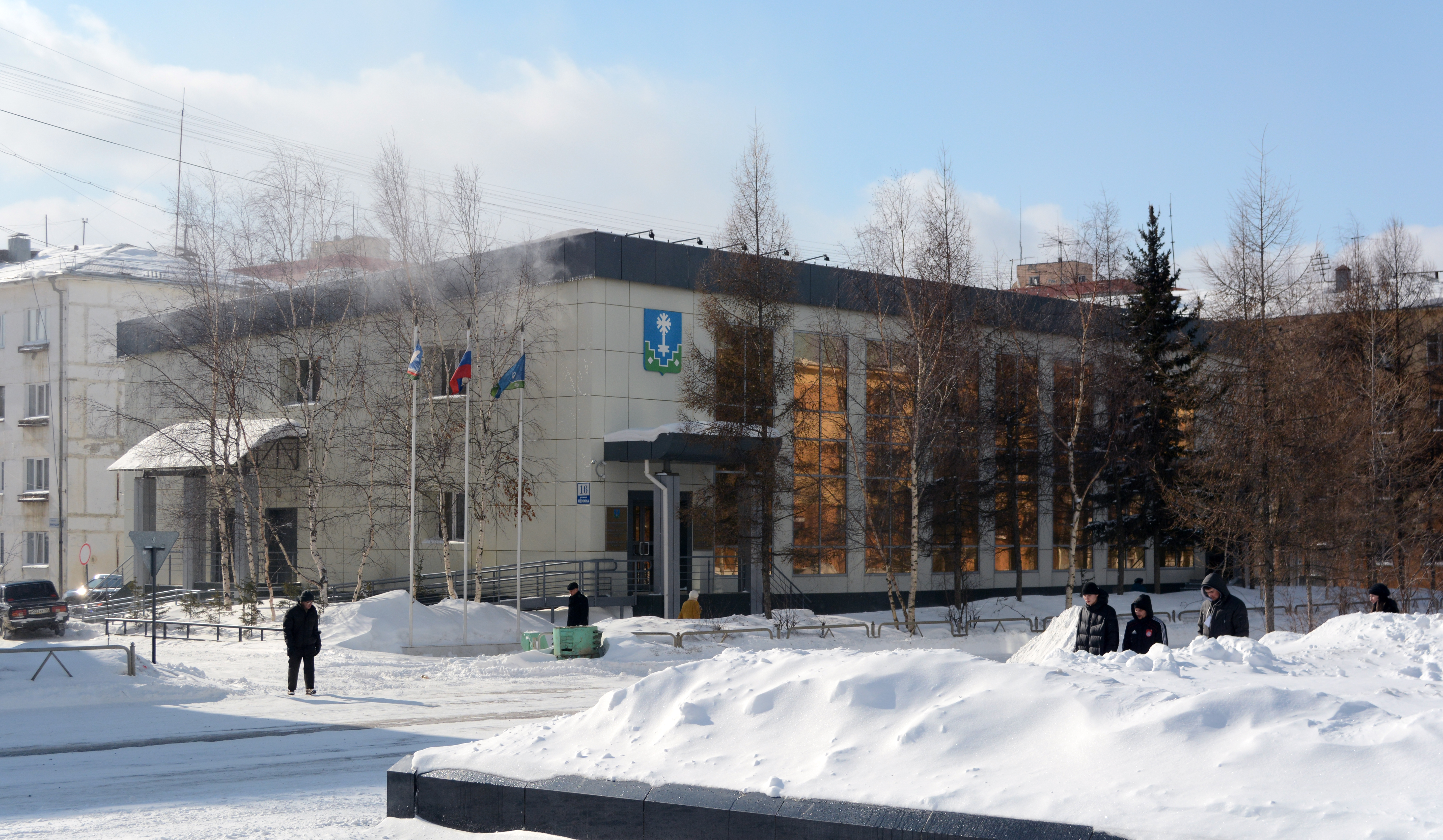
ул. Ленина, 16, здание музея до 2021 года (2014)
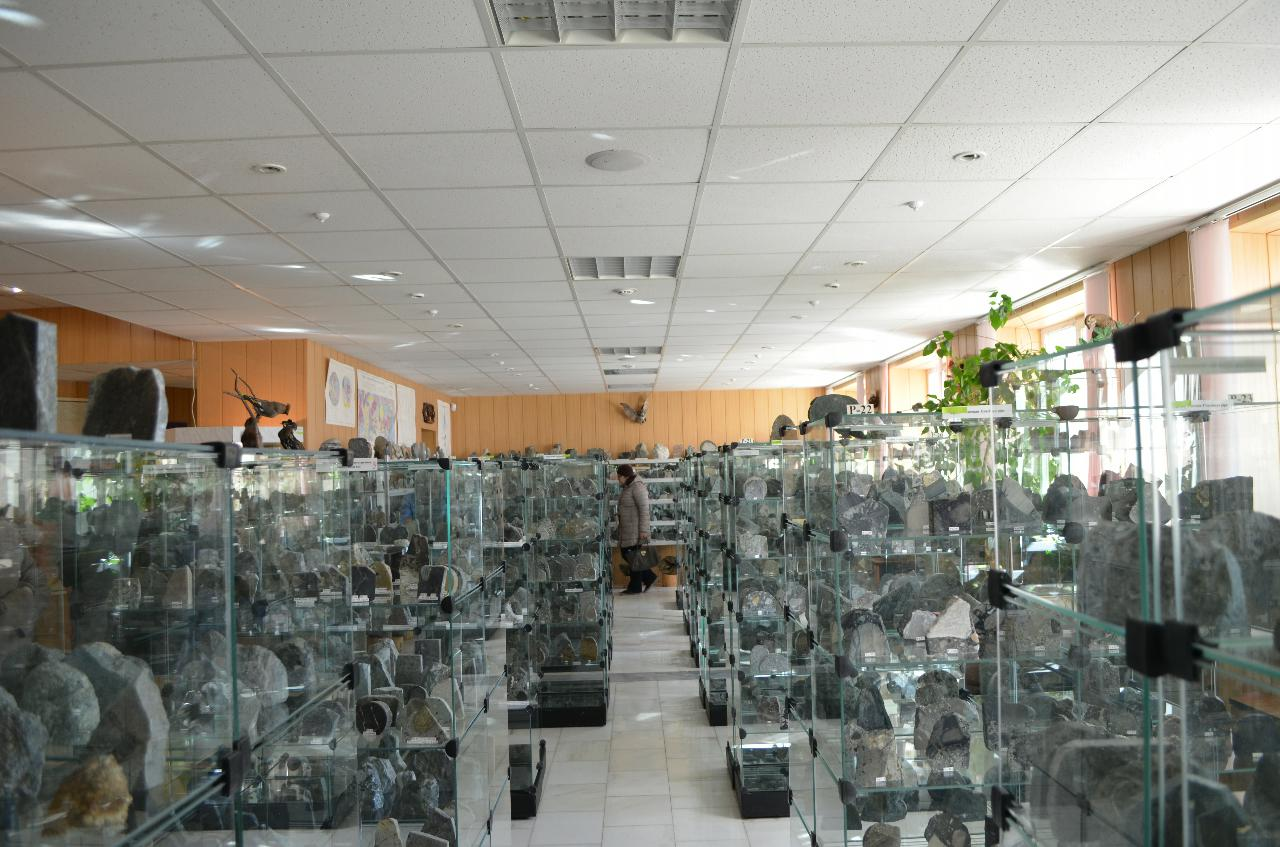
Экспозиция кимберлитов (2016)
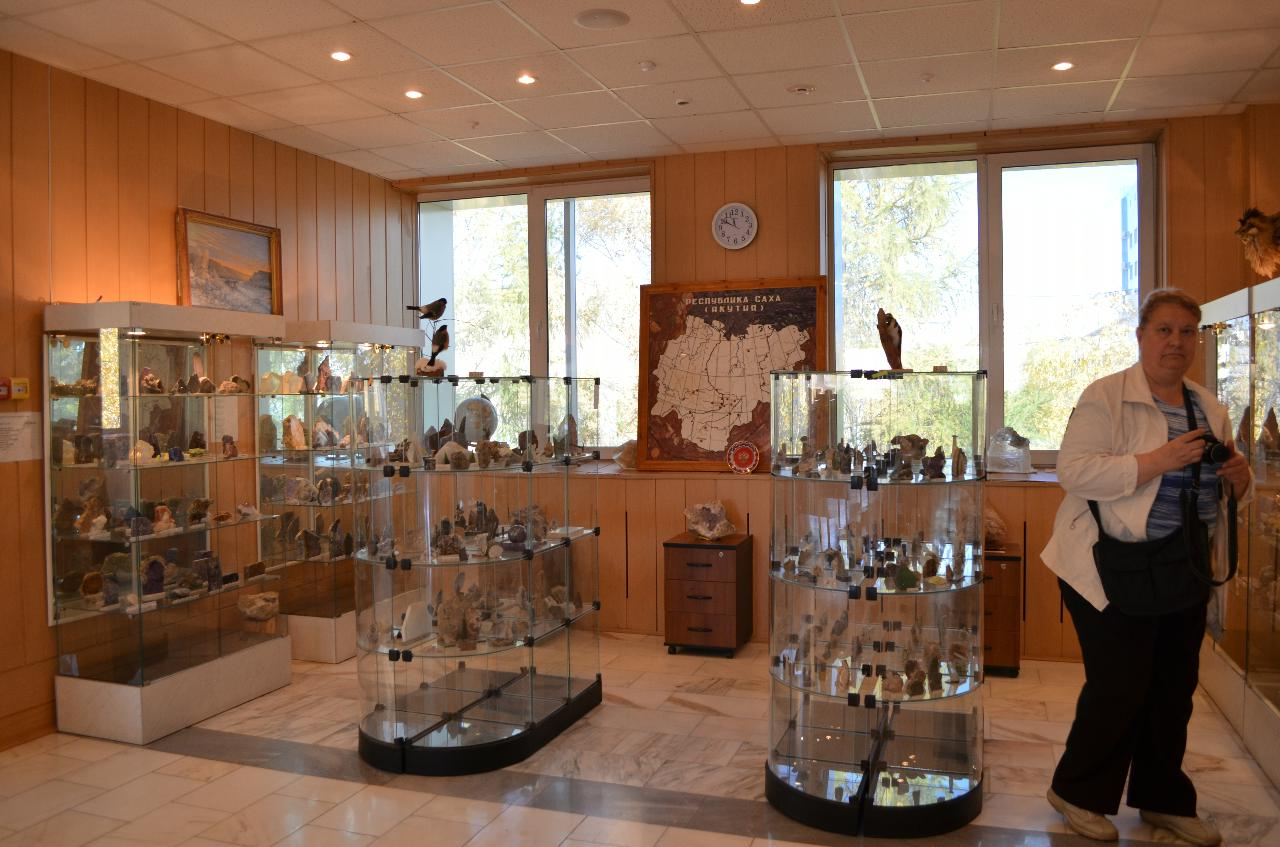
Витрины с драгоценными камнями (2016)
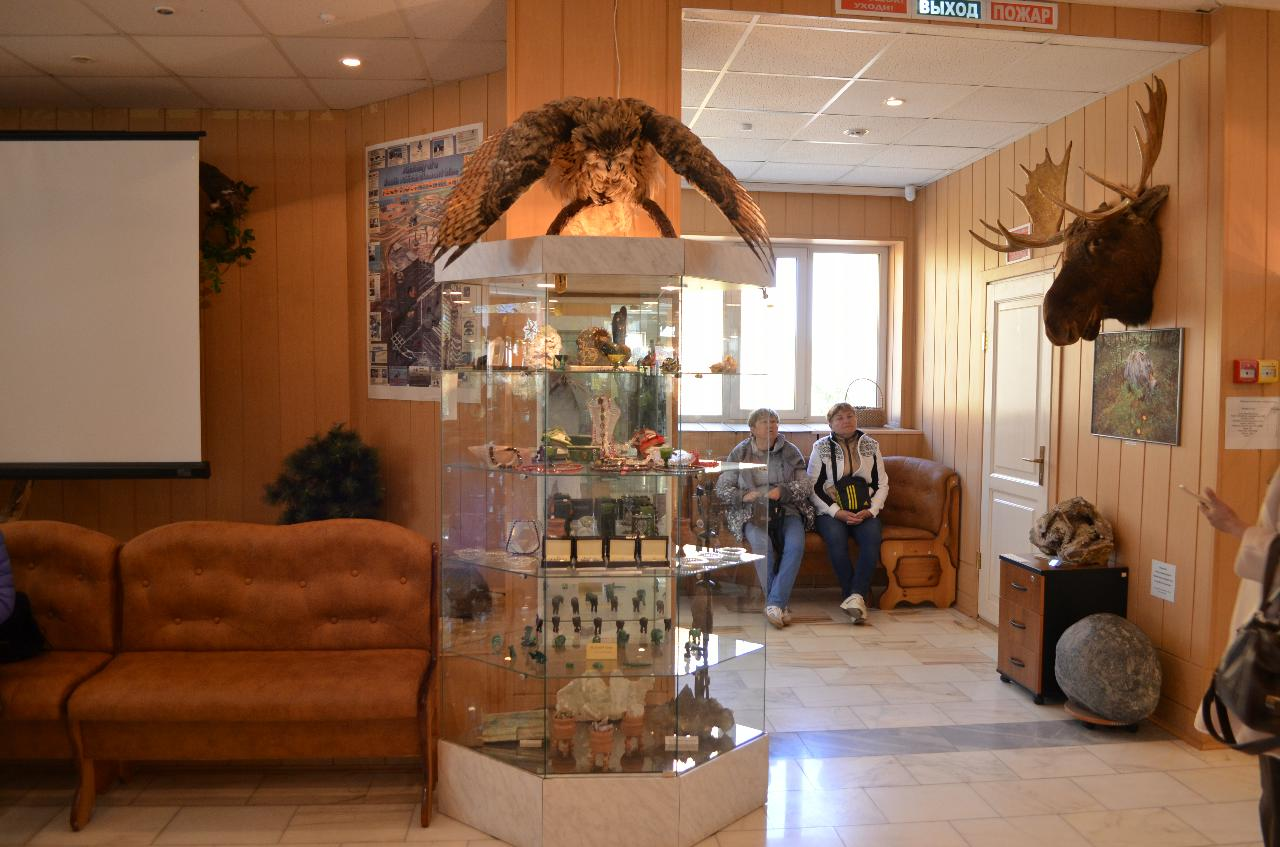
Витрина с каменными изделиями у входа (2016)
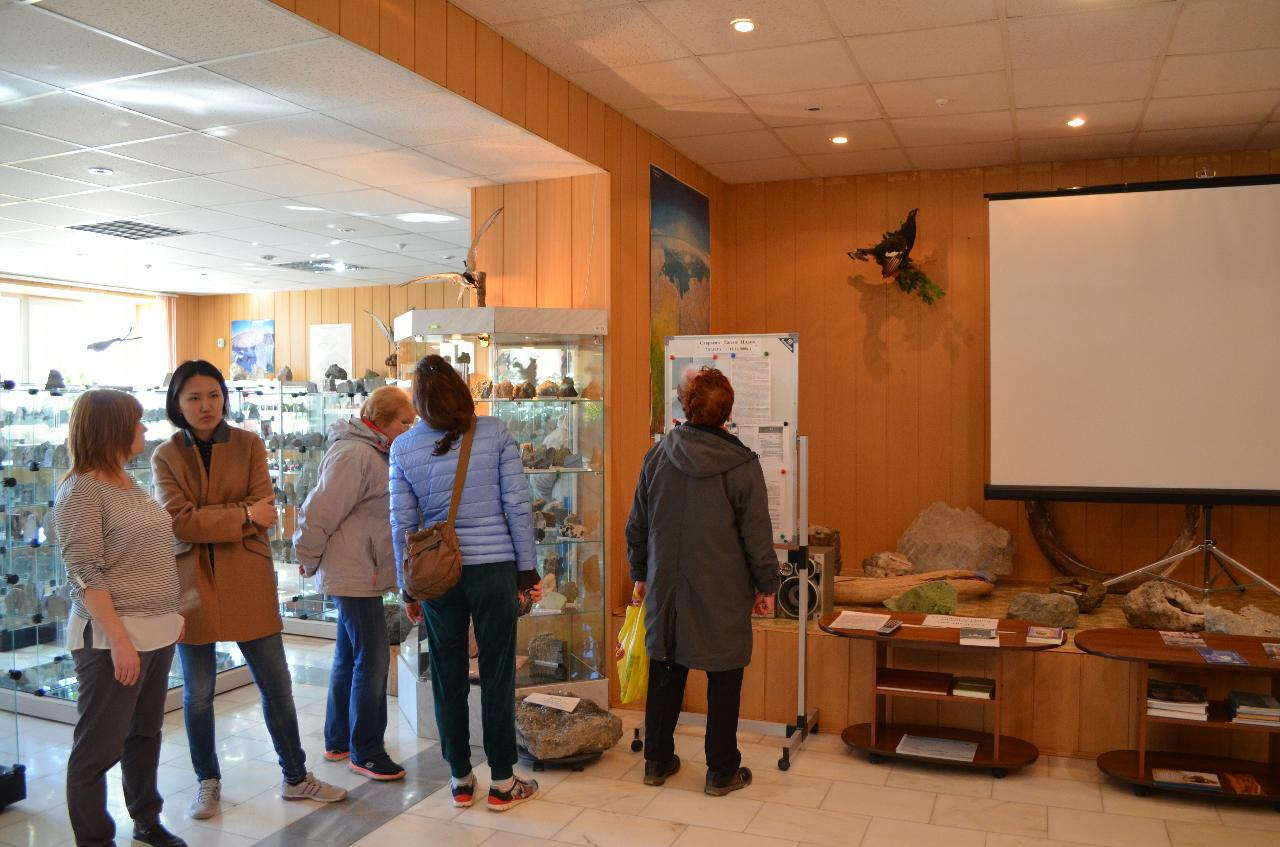
Палеонтологические образцы (2016)